# André Ribeiro

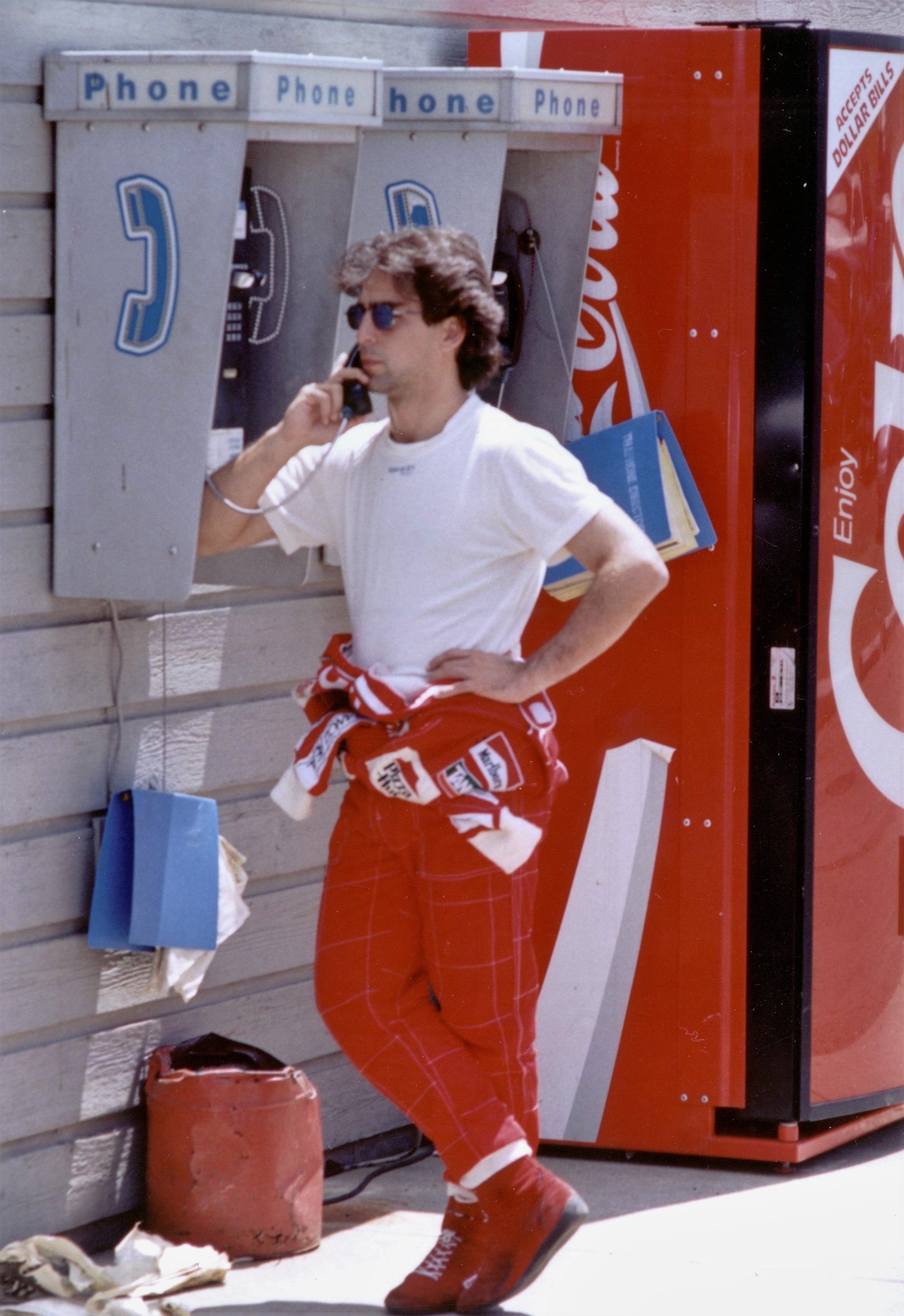
André Ribeiro in 1995

André Ribeiro (São Paulo, 18 januari 1966 – aldaar, 22 mei 2021) was een Braziliaans autocoureur. Hij reed van 1995 tot 1998 in de Champ Car series.
Ribeiro overleed op 55-jarige leeftijd aan de gevolgen van darmkanker.

## Carrière
Ribeiro nam deel tussen 1991 en 1993 aan Formule 3 wedstrijden. In 1994 ging hij rijden in het Amerikaanse Indy Lights kampioenschap voor Tasman Motorsports. Hij won dat jaar vier races en eindigde op een tweede plaats in het kampioenschap na zijn teamgenoot Steve Robertson, die dat jaar de titel won. In 1995 stapte hij met het team over naar de Champ Car series. Hij won dat jaar zijn eerste Champ Car race op de New Hampshire Motor Speedway, meteen ook de eerste zege voor het Tasman Motorsports team. In 1996 won hij de race in zijn thuisland op het circuit van Rio de Janeiro en later dat jaar de race op de Michigan International Speedway. In 1997 blijven de goede resultaten achterwege, met enkel een derde plaats in de race in het Canadese Toronto. In 1998 maakte hij de overstap naar het Penske Racing team, maar eindigde enkel twee keer net binnen de top 10 in een race. Na dat jaar kwam er een einde aan zijn Champ Car-carrière.

### Resultaten
Champ Car resultaten (aantal gereden races, aantal maal in de top 5 van een race, eindpositie kampioenschap en punten)
| Jaar | Races | 1ste | 2de | 3de | 4de | 5de | Rank | Ptn |
| ---- | ----- | ---- | --- | --- | --- | --- | ---- | --- |
| 1995 | 17    | 1    | -   | -   | 1   | -   | 17   | 38  |
| 1996 | 16    | 2    | -   | -   | 1   | -   | 11   | 76  |
| 1997 | 17    | -    | -   | 1   | 1   | -   | 14   | 45  |
| 1998 | 18    | -    | -   | -   | -   | -   | 22   | 13  |